# Bettino Craxi

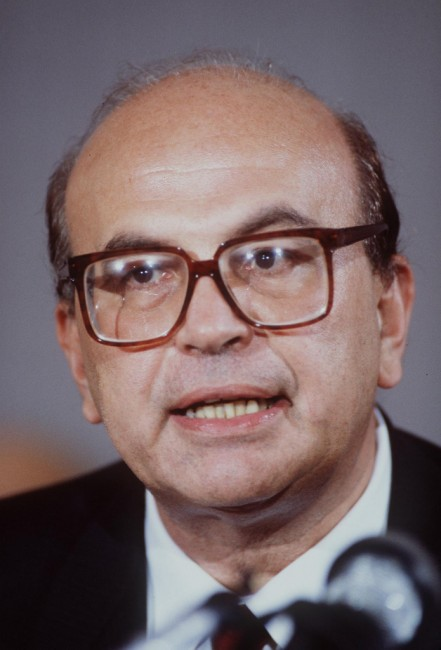
Bettino Craxi

Bettino Craxi (Milaan, 24 februari 1934 – Hammamet (Tunesië), 19 januari 2000) was een Italiaans politicus.
Craxi studeerde geschiedenis en in 1965 werd hij lid van het Uitvoerende Comité van de Socialistische Partij van Italië (PSI). Hij werd in 1968 voor de PSI in de Kamer van Afgevaardigden gekozen. In 1976 werd hij tot voorzitter van de PSI gekozen. In die functie zocht hij meer toenadering tot de Democrazia Cristiana en de andere centrum- en centrumrechtse partijen en brak hij met het idee dat PSI-coalities met de communisten (Communistische Partij van Italië) voorrang hadden boven coalities met de andere partijen.

## Premierschap
In 1980 trad de PSI toe tot de tweede regering-Cossiga. In juli 1983 werd Craxi de eerste socialistische premier van Italië sinds het begin van de twintigste eeuw. Zijn regering, die tot 1987 standhield, bestond uit christendemocraten, sociaaldemocraten, liberalen, republikeinen en zijn eigen socialisten.
In 1985 werd een Italiaans cruiseschip, de Achille Lauro, door Palestijnen in Egyptische wateren gekaapt. Tijdens de kaping werd een oudere Amerikaanse passagier door de kapers gedood. De kapers probeerden met een vliegtuig naar Joegoslavië te ontsnappen. Amerikaanse gevechtsvliegtuigen dwongen de kapers om op Sicilië te landen. Craxi weigerde echter om de kapers aan de Amerikanen uit te leveren en liet ze naar Joegoslavië vertrekken. De Amerikanen waren hier verbolgen over, maar ook binnen het kabinet rees kritiek: drie republikeinse ministers traden af. Craxi bood zijn ontslag aan, maar kon daarna een nieuwe regering vormen waarin dezelfde partijen werden opgenomen die in de vorige regering zaten.
Bettino Craxi was zeer populair geworden door deze actie en hij ontving in de Senaat een staande ovatie. The Economist noemde hem 'de sterkste man van Europa'.
Craxi onderhield goede contacten met het Vaticaan. Hij kreeg een herziening van het Concordaat met het Vaticaan voor elkaar, waarin het rooms-katholicisme als staatsgodsdienst werd afgeschaft. Deze maatregel leidde echter niet tot een verslechtering van de betrekkingen met het Vaticaan.
Tijdens Craxi's premierschap groeide Italië uit tot het op vier na grootste industrieland ter wereld en trad het toe tot de G7. Er was echter wel sprake van een enorme inflatie.
In maart 1987 diende Craxi zijn ontslag in, omdat strubbelingen tussen de christendemocraten en socialisten, de belangrijkste partners binnen de coalitie, het regeren onmogelijk maakten. Bij de verkiezingen van april 1987 kwam zowel de DC (Democrazia Cristiana) als de PSI (Socialistische Partij van Italië) als winnaar uit de bus, maar Craxi vormde geen regering meer. Onder Craxi was er sprake van grote stabiliteit in Italië. De regering-Craxi was tot de tweede regering-Berlusconi de langstzittende naoorlogse regering.

## Corruptie
Aan het einde van de jaren tachtig begonnen enkele Milanese rechters een onderzoek naar vermeende corruptie binnen de PSI van Milaan. Milaan was in die dagen het bolwerk van de PSI. Paolo Pillitteri, de schoonzoon van Craxi, was toen burgemeester van Milaan. Men vermoedde dat er met de partijfinanciering van de Milanese PSI was gesjoemeld. Het onderzoek breidde zich al snel uit naar andere afdelingen van de PSI en naar Craxi en zijn naaste omgeving zelf.
Spoedig werd niet alleen de PSI van corruptiepraktijken verdacht, maar ook andere partijen werden onderzocht. Veel Italiaanse politieke partijen bleken bolwerken van corruptie te zijn en het bleek dat politici zich vooral schuldig hadden gemaakt aan verduistering van overheidsgelden, vriendjespolitiek (cliëntelisme) en zelfverrijking. Boze DC- en PSI-leiders beschuldigden de onderzoekers ervan vooral de partijen te onderzoeken die lid waren geweest van de vijfpartijencoalitie van Craxi, terwijl zij bijvoorbeeld de Communistische Partij van Italië en andere partijen die geen lid waren van de coalitie nauwelijks onderzochten op corruptiepraktijken. De PSI was vooral verbitterd dat Bettino Craxi, hun populaire leider, werd beschuldigd van grootschalige corruptie.
Craxi ontkende de illegale partijfinancieringen niet. Craxi meende dat 'iedere' Italiaanse partij schuldig was aan corruptie.
Uiteindelijk werd Craxi in juli 1994 tot 8,5 jaar gevangenisstraf veroordeeld, maar hij was reeds gevlucht naar zijn luxueuze villa in Tunesië, waar hij tot zijn dood bleef wonen.

### Craxi's levensstijl

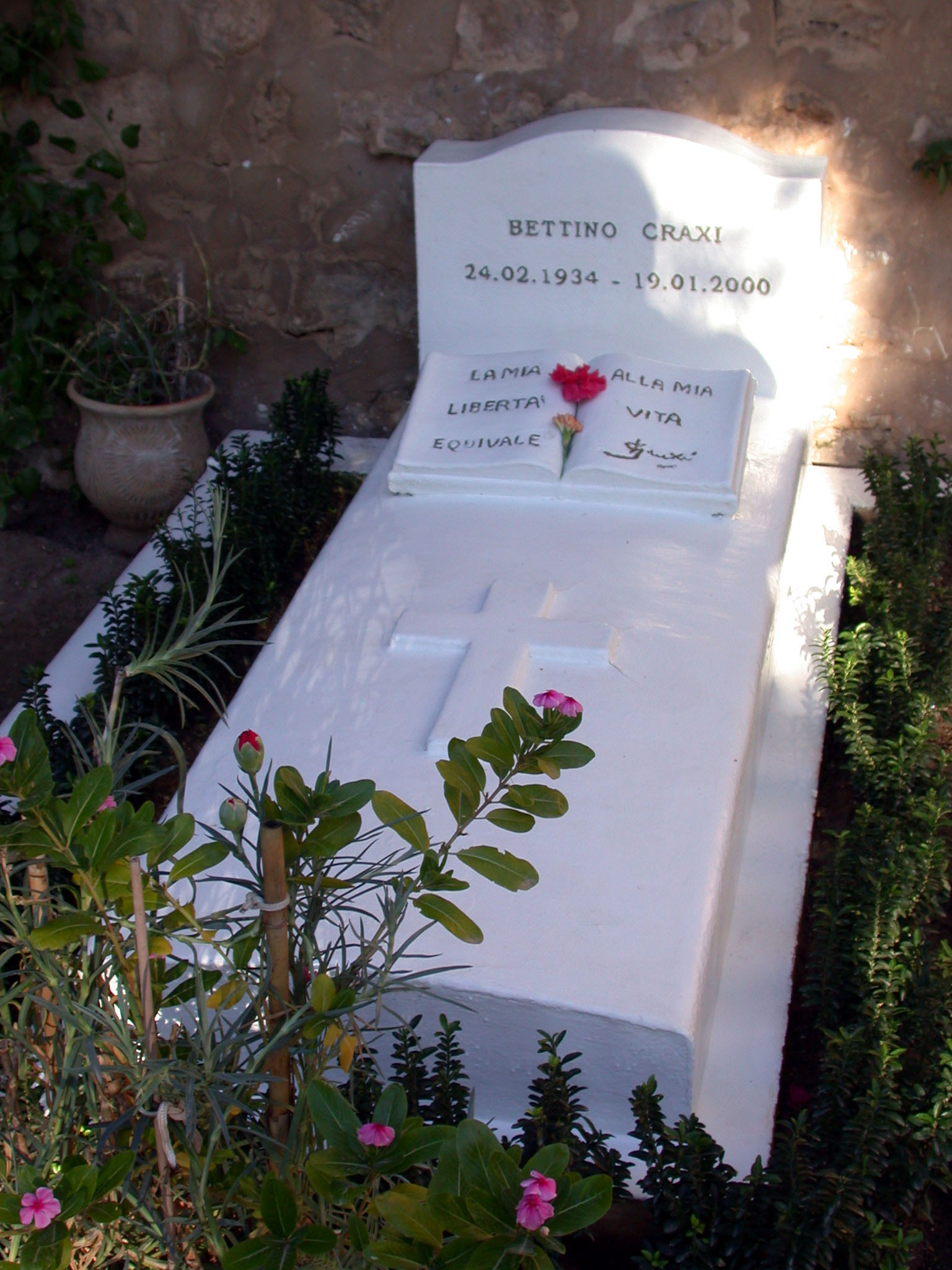
Tombe van Bettino Craxi in Hammamet, Tunesië

Craxi's levensstijl was in het begin van de jaren negentig in opspraak. Voor een socialistisch leider en leider van een partij die in grote financiële moeilijkheden verkeerde, leefde Craxi in erg grote weelde: hij woonde in het luxueuze hotel Raphael in het centrum van Rome, ook had hij een grote villa in Hammamet, Tunesië, waar president Ben Ali aan de macht was, met wie hij goede contacten onderhield. Hij onderhield ook nauwe betrekkingen met Siad Barre, de dictator (tot 1991) van Somalië.
Craxi's populariteit was in het begin van de jaren 90 gedaald tot een dieptepunt. Toen de kans op een gevangenisstraf groot werd, vluchtte hij naar Tunesië waar hij, onder bescherming van president Ben Ali, tot zijn dood op 19 januari 2000 (als gevolg van diabetes) bleef wonen.

### Parallel tussen Craxi en Berlusconi
Volgens aanhangers van zowel Silvio Berlusconi als Craxi is er duidelijk een parallel te trekken tussen Berlusconi en Craxi. Beide leiders zouden het beste voor hebben met Italië, en juist daarom vervolgd worden door rechters die er alleen maar op uit zouden zijn om carrières te ruïneren en om hun naam te vestigen. Het is daarom niet verwonderlijk dat de PSI (thans de Socialistische Partij - Nieuwe PSI) zich tegenwoordig heeft aangesloten bij het Huis van de Vrijheden, Berlusconi's coalitie.
Overigens waren Craxi en Berlusconi goed bevriend. In 1984 was Craxi als peetoom van Berlusconi's tweede kind, Barbara, aanwezig bij de doop. Hij was ook getuige bij het tweede huwelijk van Berlusconi met een jonge actrice. Craxi zorgde ervoor dat Berlusconi zich als zakenman kon ontplooien in Milaan, het bolwerk van de socialisten. In ruil voor zijn steun stortte Berlusconi grote sommen geld in de partijkas van de PSI.